# Alain Claude Bilie By Nze
Alain Claude Bilie By Nze (Makokou, 16 de septiembre de 1967) es un político gabonés que se desempeñó como primer ministro de Gabón desde el 9 de enero hasta su derrocamiento el 30 de agosto de 2023.

## Biografía
By Nze nació el 16 de septiembre de 1967 en Makokou. Estudió literatura en la Universidad Omar Bongo de Libreville.
En 2006, fue nombrado ministro de Comunicaciones y elegido miembro de la Asamblea Nacional de Gabón, dejando este último cargo en 2011 y el primero en 2007, para convertirse en Viceministro de Transporte. En marzo de 2012, By Nze fue nombrado asesor del presidente Ali Bongo y portavoz del gobierno.
By Nze fue designado ministro de Comunicaciones por segunda vez en 2015, y también fue nombrado ministro de Estado, ministro de Economía Digital y ministro de Cultura y Artes en octubre de 2016. En 2018, By Nze fue nombrado nuevamente como ministro de Estado y ministro de Deportes.
En julio de 2020, fue nombrado ministro de Estado y ministro de Energía y Recursos Hídricos. Durante una reorganización del gabinete en marzo de 2022, también se convirtió en el portavoz oficial del gobierno y, en octubre de 2022, se convirtió en vice primer ministro. El 9 de enero de 2023, By Nze fue nombrado primer ministro de Gabón, en sustitución de Rose Christiane Raponda, quien renunció para convertirse en vicepresidenta.
En mayo de 2025, Alain-Claude Bilie By Nzé llamó al diálogo, tras la decisión de la Corte Internacional de Justicia (CIJ) a favor de la restitución de tres islotes a Guinea Ecuatorial, contra Gabón.